# Neuseeländische Badmintonmeisterschaft 1956
Die Neuseeländische Badmintonmeisterschaft 1956 fand in Invercargill statt. Es war die 23. Austragung der Badmintonmeisterschaften von Neuseeland.

## Titelträger
| Disziplin    | Sieger                   |
| ------------ | ------------------------ |
| Herreneinzel | A. Lawrence Scott        |
| Dameneinzel  | Sonia Cox                |
| Herrendoppel | Paul Skelt Anthony Skelt |
| Damendoppel  | Nancy Fleming Sonia Cox  |
| Mixed        | Paul Skelt Sonia Cox     |